# Koralpe

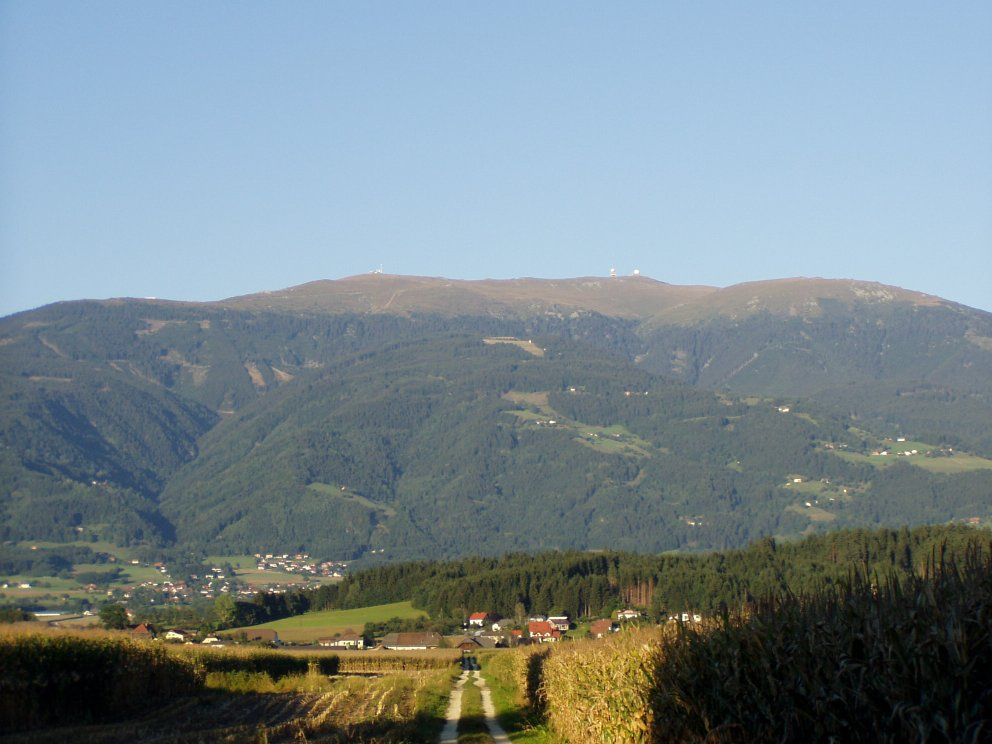
Koralpe z zachodu

Koralpe (słoweń. Golica) – łańcuch górski w Alpach Lavantalskich, części Alp Noryckich. W zdecydowanej większości leży w Austrii (między rzekami Murą i Lavant), mniejsza, południowa część leży na terytorium Słowenii. Najwyższy szczyt to Großer Speikkogel (2140 m). Koralpe ograniczają: od zachodu dolina rzeki Lavant, od północy przełęcz Packsattel, od wschodu Weststeirisches Hügelland, a od południa przełęcz Soboth, między dolinami Drawy i Sulm.
Najwyższe szczyty to:
- Großer Speikkogel (2140 m),
- Krakaberg (2070 m),
- Seespitz (2066 m),
- Steinschneider (2020 m).

Schroniska:
- Stoffhütte (1424 m),
- Rehbockhütte (Hebalmwirtshaus) (1365 m),
- Freiländeralm-Hütte (1415 m),
- Grünangerhütte (1580 m),
- Koralpenhaus (1966 m),
- Glashütte (1314 m),
- Godingerhütte (1650 m),
- Grillitschhütte (1710 m),
- Gundisch Hütte (1335 m),
- Schwanberger Brendlhütte (ok. 1500 m).

Po płn.-zach. stronie masywu znajduje się niewielki ośrodek narciarski Koralpe (1550–2070 m n.p.m.).